# Polonia en los Juegos Paralímpicos de Atenas 2004
Polonia estuvo representada en los Juegos Paralímpicos de Atenas 2004 por un total de 104 deportistas, 70 hombres y 34 mujeres.

## Medallistas
El equipo paralímpico polaco obtuvo las siguientes medallas:
| Nombre                                                                     | Deporte                    | Evento                                 |
| -------------------------------------------------------------------------- | -------------------------- | -------------------------------------- |
| Oro                                                                        |                            |                                        |
| Renata Chilewska                                                           | Atletismo                  | Jabalina F35-38 femenino               |
| Tomasz Blatkiewicz                                                         | Atletismo                  | Disco F37 masculino                    |
| Tomasz Blatkiewicz                                                         | Atletismo                  | Peso F37 masculino                     |
| Paweł Piotrowski                                                           | Atletismo                  | Peso F36 masculino                     |
| Krzysztof Smorszczewski                                                    | Atletismo                  | Peso F56 masculino                     |
| Robert Wyśmierski                                                          | Esgrima en silla de ruedas | Sable individual B masculino           |
| Magdalena Szczepińska                                                      | Natación                   | 100 m mariposa S10 femenino            |
| Joanna Mendak                                                              | Natación                   | 100 m mariposa S12 femenino            |
| Katarzyna Pawlik                                                           | Natación                   | 400 m libre S10 femenino               |
| Natalia Partyka                                                            | Tenis de mesa              | Individual 10 femenino                 |
| Plata                                                                      |                            |                                        |
| Anna Szymul                                                                | Atletismo                  | 100 m T46 femenino                     |
| Anna Szymul                                                                | Atletismo                  | 200 m T46 femenino                     |
| Anna Szymul                                                                | Atletismo                  | 400 m T46 femenino                     |
| Renata Chilewska                                                           | Atletismo                  | Peso F35/36 femenino                   |
| Łukasz Labuch                                                              | Atletismo                  | 100 m T37 masculino                    |
| Mirosław Pych                                                              | Atletismo                  | Jabalina F12 masculino                 |
| Paweł Piotrowski                                                           | Atletismo                  | Jabalina F36/38 masculino              |
| Janusz Rokicki                                                             | Atletismo                  | Peso F58 masculino                     |
| Piotr Czop                                                                 | Esgrima en silla de ruedas | Florete individual B masculino         |
| Radosław Stańczuk                                                          | Esgrima en silla de ruedas | Espada individual A masculino          |
| Robert Wyśmierski                                                          | Esgrima en silla de ruedas | Espada individual B masculino          |
| Stefan Makowski                                                            | Esgrima en silla de ruedas | Sable individual A masculino           |
| Arkadiusz Jabłoński Dariusz Pender Radosław Stańczuk Robert Wyśmierski     | Esgrima en silla de ruedas | Espada por equipos masculino           |
| Piotr Czop Arkadiusz Jabłoński Stefan Makowski Robert Wyśmierski           | Esgrima en silla de ruedas | Sable por equipos masculino            |
| Ryszard Rogala                                                             | Levantamiento de potencia  | –90 kg masculino                       |
| Patrycja Harajda                                                           | Natación                   | 100 m espalda S12 femenino             |
| Patrycja Harajda                                                           | Natación                   | 100 m libre S12 femenino               |
| Patrycja Harajda                                                           | Natación                   | 200 m estilos SM12 femenino            |
| Katarzyna Pawlik                                                           | Natación                   | 100 m libre S10 femenino               |
| Katarzyna Pawlik                                                           | Natación                   | 100 m mariposa S10 femenino            |
| Mirosław Piesak                                                            | Natación                   | 50 m espalda S2 masculino              |
| Grzegorz Polkowski                                                         | Natación                   | 50 m libre S11 masculino               |
| Małgorzata Grzelak Krystyna Jagodzińska Natalia Partyka Mirosława Turowska | Tenis de mesa              | Equipo 6-10 femenino                   |
| Adam Jurasz Mirosław Kowalski                                              | Tenis de mesa              | Equipo 6-7 masculino                   |
| Tomasz Leżański                                                            | Tiro con arco              | Individual de pie masculino            |
| Bronce                                                                     |                            |                                        |
| Alicja Fiodorow                                                            | Atletismo                  | 400 m T46 femenino                     |
| Renata Chilewska                                                           | Atletismo                  | Disco F35/36/38 femenino               |
| Marcin Mielczarek                                                          | Atletismo                  | 400 m T36 masculino                    |
| Mariusz Tubielewicz                                                        | Atletismo                  | 800 m T37 masculino                    |
| Tomasz Hamerlak                                                            | Atletismo                  | Maratón T54 masculino                  |
| Jacek Przebierała                                                          | Atletismo                  | Jabalina F37 masculino                 |
| Robert Chyra                                                               | Atletismo                  | Peso F37 masculino                     |
| Marta Wyrzykowska                                                          | Esgrima en silla de ruedas | Espada individual B femenino           |
| Renata Frelik Jadwiga Polasik Dagmara Witos Marta Wyrzykowska              | Esgrima en silla de ruedas | Florete por equipos femenino           |
| Dariusz Pender                                                             | Esgrima en silla de ruedas | Florete individual A masculino         |
| Arkadiusz Jabłoński                                                        | Esgrima en silla de ruedas | Sable individual A masculino           |
| Piotr Czop Stefan Makowski Dariusz Pender Tomasz Walisiewicz               | Esgrima en silla de ruedas | Florete por equipos masculino          |
| Joanna Mendak                                                              | Natación                   | 100 m libre S12 femenino               |
| Ryszard Beczek                                                             | Natación                   | 200 m libre S5 femenino                |
| Piotr Pijanowski                                                           | Natación                   | 200 m estilos SM10 masculino           |
| Piotr Pijanowski                                                           | Natación                   | 400 m libre S10 masculino              |
| Mateusz Michalski                                                          | Natación                   | 100 m espalda S6 masculino             |
| Mateusz Michalski Krzysztof Paterka Kamil Drągowski Piotr Pijanowski       | Natación                   | 4 × 100 m estilos (34 ptos.) masculino |
| Małgorzata Olejnik                                                         | Tiro con arco              | Individual de pie femenino             |